# Texhnolyze
Texhnolyze (яп. テクノライズ, Tekunoraizu, [téknolàiz]) — японський телевізійний аніме-серіал 2003 року студії Madhouse. Серіал транслювався з 16 квітня до 25 вересня 2003 року у мережі Fuji Television . Режисер — Хамасакі Хіроші, сценарист — Конака Чіакі, дизайн персонажів — Абе Йошітоші .
Історія, створена у жанрах драма та кіберпанк, розгортається довкола молодого хлопця Ічісе, дівчинки-провидиці Ран, міста Рукусу та його мешканців . Серіал здебільшого отримав схвальні відгуки критиків, які хвалили його за дизайн персонажів, анімацію, саундтрек та приховані сенси, але зауважили, що він може видаватися занадто дивним для деяких глядачів чи змусити сумувати .

## Світ
Основним місцем подій серіалу є підземне місто Рукусу (яп. 流９洲, Rukusu, англ. Lux), ізольоване від решти міст і переповнене насильством та відчаєм.
У світі серіалу звичним є процес «текнолайзу» (яп. テクノライズ, tekunoraizu, англ. texhnolyze [téknolàiz]) — імплантації механічних кінцівок замість втрачених власних. Керування такими протезами здійснюється за допомогою інтерфейсу, який безпосередньо пов'язаний з нервовою системою. Хоча початково технологія використовувалася винятково як природна необхідність, згодом деякі молоді люди стали порівнювати її з татуюванням.
Єдиним сенсом існування цього занедбаного поселення залишається рафіа (яп. ラフィア, rafia) — рідкісний матеріал, необхідний для текнолайзу, який пригнічує реакцію відторгнення трансплантата. У центрі міста міститься обеліск, який є символом міста і має безпосередній зв'язок з текнолайзом.
У Рукусу та його околицях діє декілька конкуруючих між собою організацій:
- Оруґано (яп. オルガノ, Orugano, англ. Organo[ком. 1]) — найвпливовіша організація в місті Рукусу, якій Класом доручили управління містом. Оруґано є не монолітною організацією, а об'єднанням декількох офісів, майже кожен з яких є окремим озброєним угрупованням. Втім, він керується виконавчою радою, до складу якої входять керівники найбільших угруповань. Фактичним лідером є Оніші Кейґо[8];
- Союз порятунку (яп. 救民連合, Kyūmin rengō) — воєнізована організація робітників[4][8], яка виступає проти текнолайзу. Головний противник Оруґано. Хоча робітники міста отримують роботу від Оруґано, вони дуже віддані своїй ідеології. Лідер — Кімата Мотохару[8];
- Ракан (яп. ラカン, Rakan) — незалежна вулична банда, до якої входять волелюбні молоді люди[4][8]. Лідер — Шінджі[8].

Окремо від цих організацій та міста існують поселення Ґабе (яп. ガベ, Gabe), розташоване за містом, біля підніжжя гори, та організація Клас (яп. クラース, Kurāsu, англ. Class), члени якої мають привілейоване становище в Рукусу і делегують владу над містом Оруґано. Члени Класу зазвичай не з'являються в місті, а мешкають у куполі на пагорбі.

## Сюжет
Події аніме починають розгортатися у місті Рукусу, у якому між собою веде боротьбу низка озброєних угруповань. Ічісе, учасник боїв до смерті, розгнівав організатора боїв, за що йому відтинають руку та ногу і залишають помирати. Втім, хлопець виживає і його знаходить жінка-лікар, яка використовує Ічісе у своєму експерименті, метою якого є удосконалення технології текнолайзу. З новими кінцівками хлопця бере під свою опіку Оніші Кейґо — впливовий лідер Оруґано. Згодом, ставши учасником війни за вплив у місті на боці Оруґано, Ічісе дізнається своє тривожне майбутнє від дівчинки-провидиці Ран, яка до цього неодноразово вказувала йому шлях, коли він був у найскрутніших ситуаціях. Ічісе стає активним учасником подій та тим, хто відкриває правду про Рукусу.

## Персонажі

### Головні герої
Ічісе (яп. 櫟士, Ichise)
Сейю: Хаґа Сатоші
Головний герой — Ічісе — молодий хлопець, який на початку розвитку подій роботи бере участь у боях на смерть. У ранньому віці втратив батьків, залишившись наодинці без будь-яких родичів. Він був змушений покладатися винятково на себе і не мав нікого, з ким міг би поділитися власними думками. Єдине, до чого у нього було відчуття сильної прив'язаності — капсула з тканинами його покійної матері. Він має холодний характер, хоча в душі сильно потребує сімейної любові.
Ран (яп. 蘭, Ran)
Сейю: Іто Шідзука
Дівчинка, здатна передбачати найближче майбутнє. Мешкає в Ґабе і продає квіти в Рукусу. Їй неприємна здатність бачити майбутнє, через яку вона має схильність закриватися в собі. У Ґабе Ран вважається священною. Вона обіймає посаду жриці, тому перебуває під охороною мешканців Ґабе, що дозволяє їй вільно пересуватися в Рукусу та Ґабе.

### Основні персонажі
Оніші Кейґо (яп. 大西 京呉, Ōnishi Keigo)
Сейю: Цучіда Хіроші
Лідер офісу Оніші та фактичний лідер Оруґано. Стверджує, що може чути «голос міста» через те, що обидві його ноги були протезовані за допомогою текнолайзу. Завдяки цій здатності він отримує інформацію, яку звичайна людина отримати не може. Його холодний та спокійний характер і компетентність стали причиною вибору його керівником Оруґано. Крім того, він є людиною, яка виконує свої обов'язки та здатною поважати інших. Попри свій напружений графік, регулярно відвідує в лікарні Ґото, формального керівника Оруґано.
Док / Камата Еріко (яп. ドク / 鎌田 江里子, Doku / Kamata Eriko, англ. Doc)
Сейю: Нікі Шідзумі
Головний лікар, яка займається текнолайзом людей. Представниця Класу. Приїхала в Рукусу, щоб продовжити свої дослідження. Як науковець, а не лікар, вона бачить текнолайз як наступний етап еволюції, а не лише як спосіб лікування. Здається, вона одержима Ічісе, про що свідчать її наполегливі спроби знайти хлопця після того, як той тікає з її лабораторії. Вважає Ічісе життєво важливим об'єктом для своїх досліджень. Попри те, що вона досить розумна, іноді нервує та поводиться по-дитячому.
Шінджі (яп. シンジ, Shinji)
Сейю: Кітаде Шін'я
Лідер Ракана. Демонструє свої лідерські здібності, не вдаючись до насильства без необхідності та прислухаючись до членів свої банди. Втім, не маючи конкретних цілей, він веде розслаблене життя. Шінджі сильно цінує особисту свободу, що виражається у його спокійному ставленні до відносин між його дівчиною Йоко та другом Хару. Має сильне прагнення стати членом Класу.
Кано (яп. 伽丿, Kano)
Сейю: Танака Каджіро
Головний антагоніст, представник Класу.
Йошіі Кадзухо (яп. 吉井一穂, Yoshii Kazuho)
Сейю: Іноуе Такаші
Незнайомець, який прийшов у Рукусу з поверхні. Першою, кого він зустрів, стала Ран, яка відвела Йошіі в Ґабе. За доброзичливим ставленням він приховує свої справжні цілі в Рукусу.

### Другорядні персонажі
Хірота Мічіко (яп. 広田 道子, Hirota Michiko)
Сейю: Сакума Кумі
Особиста помічниця та секретар офісу Оніші. Закохана в Оніші і тому намагається сумлінно виконувати свої обов'язки, прагнучи привернути увагу останнього.
Хару (яп. ハル, Haru, англ. Hal)
Сейю: Окада Санрі
Друг Шінджі та друга за впливом людина у Ракані.
Кімата Мотохару (яп. 木俣元治, Kimata Motoharu)
Сейю: Наката Джьоджі
Лідер «Союзу порятунку». Має кінцівку, трансплантовану за допомогою текнолайзу, яка, втім, стала причиною виникнення гангрени.
Йоко (яп. ヨーコ, Yōko)
Сейю: Кайда Юко
Член Ракана, зустрічається з Шінджі та Хару.

### Епізодичні персонажі
Ґото Хірохіса (яп. 後藤博久, Gotō Hirohisa)
Сейю: Шібата Хідекацу
70-літній голова Оруґано. Через хворобу проводить більшість часу в лікарні. Дуже довіряє Оніші.
Сакімура Тацуя (яп. 咲村達也, Sakimura Tatsuya)
Сейю: Тоносакі Акіхіко
Колишній колега Йошіі, якого пізніше й вбиває.
Ішіі Кьосуке (яп. 石井響介, Ishii Kyōsuke)
Сейю: Танака Масахіко
Член Оруґано, належить до офісу Цуджінака. Відтяв руку та ногу Ічісе.
Тоояма Харухіко (яп. 遠山 治彦, Tooyama Haruhiko)
Сейю: Хоші Міцуакі
Член Оруґано. Походить із соціальних низів, намагався порвати відносини з минулим життям та підняти свій соціальний статус. Ненавидить середовище, у якому виріс, особливо свого батька. Розумний та має гарні бойові вміння.
Старійшина Ґабе (яп. ガベの長老, Gabe no Chōrō)
Сейю: Кояма Такехіро
Старійшина селища Ґабе. Намагається підтримувати Ран.

## Список серій
Список серій аніме відповідно до даних із сайтів Anime News Network, AniDB та Type40:
| № | Назва серії    | Дата виходу     |
| --- | -------------- | --------------- |
| 1 | Stranger       | 16 квітня 2003  |
| Ічісе виграє бій у боях на смерть у місті Рукусу. Після того, як його побачення з дівчиною за викликом закінчується невдало, хлопця знаходять члени Оруґано та відтинають Ічісе руку. |                |                 |
| 2 | Forfeiture     | 23 квітня 2003  |
| Засліплений болем та гнівом Ічісе намагається напасти на своїх кривдників, однак втрачає також ногу від руки того ж противника. Залишений у такому понівеченому стані, він блукає містом, усіма силами чіпляючись за життя. |                |                 |
| 3 | Texhnophile    | 30 квітня 2003  |
| Ічісе прокидається у лабораторії, куди його доправила жінка-лікар Камата Еріко, щоб трансплантувати йому механічні кінцівки за допомогою експериментальної технології текнолайзу. Тим часом в іншій частині міста на Оніші, лідера Оруґано, робить замах член «Союзу порятунку».                                                      |                |                 |
| 4 | Synapse        | 7 травня 2003   |
| Йошіі аналізує політичне становище в Рукусу. Тим часом лікар виконує операцію на Ічісе, який, втім, ще не готовий прийняти своє нове життя. |                |                 |
| 5 | Loiter         | 14 травня 2003  |
| Збитий з пантелику Ічісе тікає з лабораторії до того, як його кінцівки були повністю налаштовані, а зір прийшов до ладу. Згодом у місті він зустрічає свого кривдника Ішіі, який знову жорстоко розправляється з хлопцем. |                |                 |
| 6 | Repetition     | 21 травня 2003  |
| Потрапивши на безлюдному шосе в невелику транспортну пригоду, яка, втім, вивела автомобіль з ладу, Док зустрічає за межами міста Йошіі. Ічісе починає усвідомлювати силу свої нових кінцівок і мститься Ішіі, людині, яка винна у втраті Ічесе руки та ноги.                                                                          |                |                 |
| 7 | Plot           | 28 травня 2003  |
| Оніші звільняє Ічісе після того, як Док ремонтує протези хлопця. Між «Союзом порятунку» та Оруґано зростає напруженість після того, як невідомий (Йошіі) здійснює на їхніх членів низку нападів. |                |                 |
| 8 | Crucible       | 4 червня 2003   |
| Після пожежі у штаб-квартирі «Союзу порятунку» спалахує новий виток насильства. Спроба встановити перемир'я між «Союзом порятунку» та Оруґано завершується кривавою бійнею на вулицях міста через втручання у перемови Шінджі та членів Ракану, чиє лігво також зазнало нападу.                                                       |                |                 |
| 9 | Wiggle         | 11 червня 2003  |
| Оніші втрачає довіру Оруґано як лідера організація і отримує попередження, що його вже розшукують у місті. |                |                 |
| 10 | Conclusion     | 25 червня 2003  |
| Боротьба за контроль над Рукусу продовжується. Йошіі розкриває свій план Шінджі, проте не встигає реалізувати його повною мірою, зіткнувшись у фатальному для себе поєдинку з Ічісе. |                |                 |
| 11 | Vagrant        | 2 липня 2003    |
| Колишній союзник Оніші у спробі взяти владу в Оруґано у свої руки робить невдалі спроби справити враження на представників Ракана та «Союзу порятунку». Ічісе приєднується до пошуків людини, відповідальної за нещодавні вибухи. Ці пошуки допомагають очистити ім'я Оніші та зупинити людей, які прагнуть захопити владу в Оруґано. |                |                 |
| 12 | Precognition   | 16 липня 2003   |
| Після приєднання до Оруґано Ічісе починає працювати у парі з Тооямою, іншим членом організації. Він зустрічає Ран, коли та блукає вулицями міста. Побачивши майбутнє Ічісе, Ран стає зле і вона непритомніє. |                |                 |
| 13 | Vista          | 23 липня 2003   |
| Оніші відвідує старійшину Ґабе, щоб отримати пораду, і дізнається про своє майбутнє від провидиці. Ран також передбачає майбутнє Ічісе, який клянеться, що не дозволить передбаченому статися. |                |                 |
| 14 | Rejection      | 30 липня 2003   |
| Насильство продовжує панувати на вулицях Рукусу. Ічісе відвідує Док, щоб відремонтувати свою механічну руку. Док ж намагається використати Ічісе для того, щоб втекти з міста та повернутися додому, проте її плани руйнуються. |                |                 |
| 15 | Shapes         | 13 серпня 2003  |
| У місті починають зникати люди, останній раз кожного з них начебто бачать з істотою, схожою на привида. Ічісе стає учасником протистояння всередині Оруґано, водночас Оніші відвідує член Класу (Кано). |                |                 |
| 16 | Strain         | 20 серпня 2003  |
| Ран намагається прийняти свою роль провидиці. У Рукусу вторгається армія Класу, яка складається з істот, що повністю пройшли через технологію текнолайзу, і метою якої є припинення 100-літньої ери насильства та війн угруповань. |                |                 |
| 17 | Dependence     | 3 вересня 2003  |
| Клас зачищає вулиці Рукусу. Люди, незалежно від своїх колишніх зв'язків, об'єднуються, щоб протистояти новій загрозі. Шінджі стикається у сутичці з Хару, своїм колишнім другом. |                |                 |
| 18 | Throne         | 10 вересня 2003 |
| Ран тікає з Ґабе і збирає натовп людей довкола обеліска. Оніші прибуває на пагорб, де отримає пораду як зупинити Кано до того, як той втілить свої плани у життя. |                |                 |
| 19 | Heavenward     | не виходила     |
| Ічісе та Док вирушають на поверхню, щоб попередити про загрозу від Кано, але лише зустрічають людей, які терпляче вижидають своєї долі. |                |                 |
| 20 | Hades          | не виходила     |
| Перед тим, як повернутися назад у Рукусу, Ічісе вступає у сутичку з Тооямою, який отримав нове тіло. |                |                 |
| 21 | Encephalopathy | 17 вересня 2003 |
| Ічісе спускається вентиляційною шахтою назад до підземного міста, водночас його механічні кінцівки слабшають і, зрештою, припиняють працювати. Повернувшись, він бачить позбавлене влади та напівзруйноване місто. Шінджі відвідує пагорб, де розплавляється над більшістю з членів Класу.                                            |                |                 |
| 22 | Myth           | 24 вересня 2003 |
| Усе відбувається точнісінько так, як передбачала провидиця. Після завершення війни між людьми міста та армією Кано ті з небагатьох, яким вдалося вижити, стають жертвами божевілля міста. Бажаючи тільки одного — захистити Ран, Ічісе своїми сповненими відчаю діями втілює її пророцтво у життя.                                    |                |                 |

## Історія створення

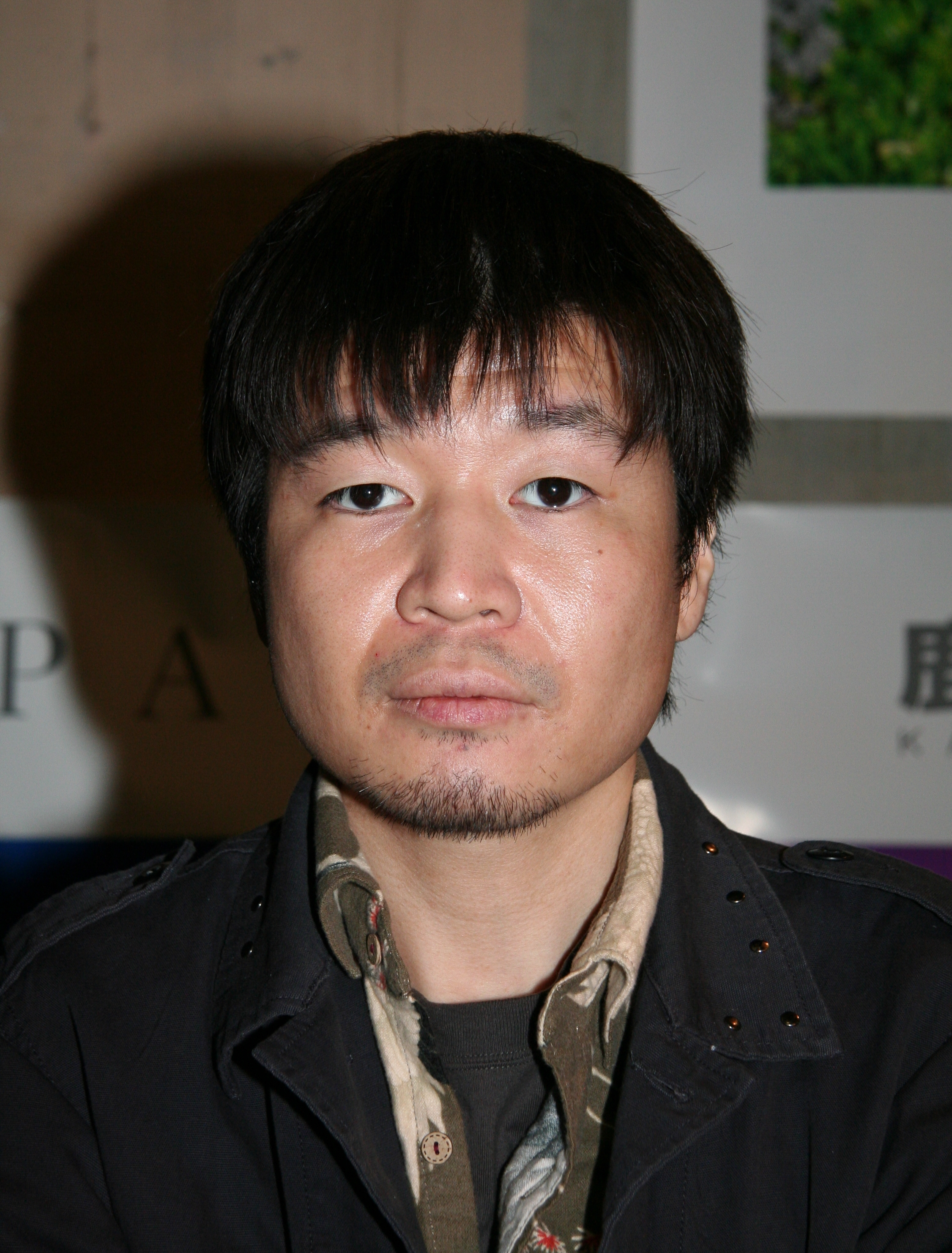
Абе Йошітоші

Аніме-серіал створений студією Madhouse. Режисер — Хамасакі Хіроші, сценарист — Конака Чіакі, дизайн персонажів — Абе Йошітоші, продюсер — Уеда Ясуюкі. Автори сценаріїв окремих серій: Конака Чіакі (9 серій: 1-4, 6, 12, 20-22), Конута Кенджі (серії 15 та 17), Такаґі Нобору (6 серій: 7-8, 11, 13, 16, 19), Йошіда Шін (5 серій: 5, 9-10, 14, 18). Загалом містить 22 серії, кожна тривалістю 24 хвилини.
Крім студії Madhouse, яка відповідала за анімацію, у створенні аніме-серіалу також були залучені компанії: Rondo Robe (планування), Group TAC (анімація у 5 серіях), Daume (анімація, постановка та спецефекти у серіях 5 та 9), Imagin (анімація у 4 серіях), Fuji Television, Pioneer LDC та інші.

### Саундтрек
Музичний супровід — Мідзоґучі Хаджіме та Урата Кейші. Опенінг — пісня «Guardian Angel» гурту Juno Reactor. Серіал має два ендинги: Tsuki no Uta (яп. 月の詩, Song of the Moon) японського виконавця Gackt (у серіях 1-21) та «Walking Through the Empty Age» Ішіди Йоко (в останній, 22, серії).
Саундтрек аніме-серіалу вийшов у Японії на CD-дисках на лейблі Geneon Universal двічі: 25 липня 2003 року під назвою «Texhnolyze: Music Only Music But Music» та 24 жовтня 2003 року під назвою «Texhnolyze — The Man of Men». У США виданий на CD-дисках компанією Geneon Entertainment 8 червня 2004 року («Texhnolyze: Music Only Music But Music») та 5 жовтня 2004 року («Texhnolyze — The Man of Men»).
| #   | Назва                                                              | Автор                   | Тривалість |
| --- | ------------------------------------------------------------------ | ----------------------- | ---------- |
| 1.  | «UnderGround Conversion To Z»                                      | Адріано Мартіно         | 0:28       |
| 2.  | «Guardian Angel (Full Version — US Exclusive Only)»                | Juno Reactor            | 6:38       |
| 3.  | «The Town Wakes Up»                                                | Урата Кейші             | 0:17       |
| 4.  | «A Dog's Heart Leaping From Irritation»                            | Урата Кейші             | 3:03       |
| 5.  | «Distortion Of Outside The DoorRemix – Keishi Urata»               | Імахорі Цунео           | 2:11       |
| 6.  | «BlaXk Magic Mushroom»                                             | Імахорі Цунео           | 5:16       |
| 7.  | «To An End Of The World»                                           | Мідзоґучі Хаджіме       | 2:52       |
| 8.  | «Graditude For Insanity»                                           | Урата Кейші             | 4:22       |
| 9.  | «Fantasia»                                                         | Урата Кейші             | 4:04       |
| 10. | «UnderGround Coversation: PeopleRemix — Koji Kasamatsu»            | Урата Кейші             | 0:36       |
| 11. | «SpleenRemix — Hirofumi Goto»                                      | Франческо Сансалоне     | 4:49       |
| 12. | «UnderGround Conversation: Radio WaveRemix — Koji Kasamatsu»       | Адріано Мартіно         | 0:34       |
| 13. | «Threat And Temptation»                                            | Урата Кейші             | 6:22       |
| 14. | «Supper Of The Old Days»                                           | Урата Кейші             | 2:29       |
| 15. | «A Flower Without A Glimmer Of Kindess»                            | Урата Кейші             | 2:15       |
| 16. | «When Reason Fails»                                                | Урата Кейші & Тім Єнсен | 3:25       |
| 17. | «A Far Away Lightning»                                             | Мідзоґучі Хаджіме       | 3:02       |
| 18. | «UnderGround Conversation: Rain Drop SoundsRemix — Koji Kasamatsu» | Урата Кейші             | 0:50       |
| 19. | «Memory Of The Setting Sun»                                        | Урата Кейші             | 2:51       |
| 20. | «UnderGround Conversation: See The LightRemix — Koji Kasamatsu»    | Урата Кейші             | 1:00       |
| 21. | «The Edge»                                                         | Мідзоґучі Хаджіме       | 4:15       |
| 22. | «Lose Loose Bounds»                                                | Урата Кейші             | 4:16       |
| 23. | «UnderGround Conversation: RebirthRemix — Koji Kasamatsu»          | Адріано Мартіно         | 0:35       |
| 24. | «Blue Darkness — A Sleepless Town»                                 | Урата Кейші             | 3:05       |
| 25. | «Poem Of The Moon (TV Version)»                                    | Gackt                   | 1:49       |

| #   | Назва                                                                        | Автор             | Тривалість |
| --- | ---------------------------------------------------------------------------- | ----------------- | ---------- |
| 1.  | «Ohayo»                                                                      | Урата Кейші       | 0:35       |
| 2.  | «Code 07TX»                                                                  | Урата Кейші       | 3:22       |
| 3.  | «Pure Edge And Sentiment»                                                    | Урата Кейші       | 3:54       |
| 4.  | «Yoshii, Know Your LifeRemix – Hiroshi Watanabe»                             | Урата Кейші       | 7:07       |
| 5.  | «A Drop Of Sunlight Shimmering On Water»                                     | Мідзоґучі Хаджіме | 2:18       |
| 6.  | «From Under The Tower»                                                       | Урата Кейші       | 3:39       |
| 7.  | «Gentle And Lasting Footstep»                                                | Мідзоґучі Хаджіме | 3:38       |
| 8.  | «Wavering Atmosphere»                                                        | Урата Кейші       | 4:05       |
| 9.  | «Blind Faith»                                                                | Урата Кейші       | 3:42       |
| 10. | «Destined Route»                                                             | Урата Кейші       | 4:45       |
| 11. | «A Mayfly Dance»                                                             | Урата Кейші       | 3:56       |
| 12. | «Mischievous Voices»                                                         | Урата Кейші       | 3:35       |
| 13. | «One And Only Warmth»                                                        | Мідзоґучі Хаджіме | 1:58       |
| 14. | «Usa #03»                                                                    | Урата Кейші       | 2:48       |
| 15. | «Matsuri DubRemix – Hitoshi Ohishi»                                          | Урата Кейші       | 4:41       |
| 16. | «Ballad Of A Sin Man»                                                        | Урата Кейші       | 3:56       |
| 17. | «Time For Blooming Flower»                                                   | Мідзоґучі Хаджіме | 3:32       |
| 18. | «Walking Through The Empty AgeLyrics By – Chris MosdellVocals – Yoko Ishida» | Мідзоґучі Хаджіме | 4:52       |

Також окремо 11 червня 2003 року на CD виданий сингл «Tsuki no Uta» виконавця Gackt, який використовується в серіалі як закриваюча композиція.
| #  | Назва                                                  | Тривалість |
| -- | ------------------------------------------------------ | ---------- |
| 1. | «Tsuki no Uta (月の詩)»                                | 4:58       |
| 2. | «Hoshi no Suna (星の砂)»                               | 4:32       |
| 3. | «Tsuki no Uta (Instrumental) (月の詩 (Instrumental))»  | 4:57       |
| 4. | «Hoshi no Suna (Instrumental) (星の砂 (Instrumental))» | 4:24       |

## Показ та продажі
Серіал транслювався з 16 квітня до 24 вересня 2003 року у мережі Fuji Television (без серій 19 та 20), серії 19 та 20 були показані онлайн на Animate.tv. Повторно усі 22 серії серіалу транслювалися з 10 квітня до 4 вересня 2006 року у мережі AT-X.
Ліцензований компаніями Funimation Entertainment (у 2010) та Geneon Entertainment (нині ліцензія не дійсна). В Японії серіал виданий на 8 DVD-носіях компанією Geneon Universal у 2003—2004 роках. Перший диск вийшов 25 липня 2003 року.
У 2004—2006 роках серіал вийшов у Північній Америці за сприяння компанії Geneon Entertainment у 6 DVD-томах. Перший том вийшов 6 квітня 2004 року і мав версію, яка продавалася у комплекті з артбуком. 2012 року компанією Funimation Entertainment перевидане повне видання DVD-томів серіалу. Аніме отримало рейтинг «TV-MA» відповідно до рейтингової системи телевізійного вмісту США.
Має офіційний переклад англійською, німецькою та іспанською мовами. Транслювалося у мережах: Buzz Channel (2006, Іспанія), Encore Action (з 13 до 22 лютого 2007, США), VOX (з 8 до 15 червня 2007, Німеччина), G4TechTV Canada (з 21 липня до 15 грудня 2007, Канада), а також онлайн на платформах Hulu, Funimation Entertainment та Crunchyroll (з 2017).

## Критика
Серіал здебільшого отримав схвальні відгуки критиків. Станом грудень 2018 року має рейтинг 7,8 з 10 на вебсайті про кінематограф IMDb.
Зак Бертші (англ. Zac Bertschy), редактор сайту «Anime News Network», у своєму огляді першого DVD-тому серіалу заявив, що «Texhnolyze — разюче зріла, заплутана та сильна робота, яку серйозні прихильники аніме та артхаусних фільмів не повинні пропустити повз» (англ. «Texhnolyze is a strikingly mature, confusing and artistically valid venture that serious anime fans and art film lovers shouldn't miss»). Бертші відзначив високу якісь саундтреку, анімації та дизайну персонажів, за який був відповідальний Абе Йошітоші, згадавши також інші роботи Абе — «Serial Experiments Lain» та «Haibane Renmei». Як можливий недолік роботи рецензент вказав, що вона може видатися занадто дивною для деяких глядачів.
Оглядач сайту «DVD Talk» Тодд Дуглас (англ. Todd Douglass Jr.) також дуже позитивно відгукнувся про аніме, «сильно рекомендуючи» його (англ. «Highly Recommended») і водночас визнаючи, що «Texhnolyze» підходить не для всіх. У своєму огляді Дуглас відзначає головних героїв, Ічісе та Ран, які на його думку завдяки своїм спокійними та холодними характерами гарно вписуються в тон серіалу — «темного, похмурого, кривавого і часом відверто дивного» («dark, moody, bloody, and downright weird at times»).
Джоел Пірс (англ. Joel Pearce) у своїх оглядах для вебсайту «DVD Verdict» хвалить візуальну та музикальну складові аніме, проте у першому огляді зауважив, що події на початку занадто заплутані та розвиваються дуже повільно. У другому огляді Пірс зазначає, що «Texhnolyze», на відміну від більшості інших науково-фантастичних творів, здебільшого не є алегорією на історичні чи поточні світові події.
В енциклопедії «The Anime Encyclopedia» «Texhnolyze» отримує похвалу як гарно виконаний твір-антиутопія, хоча й зауважується, що він опирається на основи, які були закладені іншими творами, зокрема «RoboCop», «Megazone 23», «A.D. Police» та «Tokyo Underground».
Карл Кімлінґер (англ. Carl Kimlinger) із сайту «Anime News Network» у своєму огляді повного DVD-видання 2012 року вказує, що аніме змушує глядача думати і відчувати сум. Особливу увагу рецензент звернув на тему відчаю, якою повністю пронизана робота.
Джої Ту (англ. Joey To) у своїй рецензії для онлайн-журналу «Grimdark Magazine» звертає увагу на затянутість першої половини серіалу, відсутність зв'язків між персонажами, та досить сюрреалістичну атмосферу. Ту зауважує, що візуальний стиль роботи розрахований на виконання певних тематичних та символічних завдань (як, наприклад, наявність у місті здебільшого сірих будинків у стилі бруталізму, які мають на меті передати безнадійність). На думку оглядача, дизайн персонажів відповідає їх шаблонам. Він називає Ічісе «самотнім вовком», зауважуючи, що головний герой мало розмовляє і проявляє себе здебільшого за допомогою грубої сили.
Натомість оглядач сайту «Crunchyroll» Брендон Тетерук (англ. Brandon Teteruck) вважає вступні сцени одними з найсильніших моментів у кіно. Тетерук не вважає персонажів непов'язаними між собою, пояснюючи нечасті вираження емоцій героями режисерським задумом Хамасакі Хіроші створити атмосферний твір мистецтва. Рецензент також хвалить роботу за її візуальну складову.
Ніколетта Крістіна Браун (англ. Nicoletta Christina Browne), оглядач сайту «THEM Anime Reviews», звертає увагу на те, як за допомогою насильства у серіалі людське суспільство занепадає, а каталізатором для цього слугують механічні протези, створені за допомогою технології текнолайзу.

### Аналіз роботи
У книзі «Anime Aesthetics» Алістера Свейла «Texhnolyze» згадується як «алегоричний твір, який вивчає теми порятунку та еволюції» (англ. allegorical piece that explores themes of salvation and evolution) із зображенням занепаду людства. Джої Ту зазначає, що твір досліджує теми людської природи, ідентичності, впливу протезування на суспільство і результату цього впливу (тему трансгуманізму).
Нолан Бойд (англ. Nolan Boyd) у своїй науковій статті «The Altered Shall Inherit the Earth: Biopower and the Disabled Body in Texhnolyze» досліджує становище людей з інвалідністю в серіалі. Він називає місто Рукусу «антиутопічним мегаполісом» (англ. dystopian metropolis). Бойд насамперед звертає увагу на те, що, хоча в серіалі люди з інвалідністю посідають дуже низьке становище в суспільстві і лише найзаможніші здатні отримати механічні протези, саме люди з інвалідністю та, як їх наслідок, технологія текнолайзу створюють структуру біополітичної системи (англ. biopolitical systems), яка задає потік влади в Рукусу.